# Daisuke Nishio
Daisuke Nishio (西尾 大介?, Nishio Daisuke; 1º aprile 1959) è un regista e animatore giapponese.

## Biografia
Si unì a Toei Doga (ora Toei Animation) come animatore nel 1981. Dopo aver lavorato su diverse serie TV, venne promosso ad aiuto regista con la serie Il dr. Slump e Arale nel 1982. Debuttò come regista con la serie Dragon Ball nel 1986 e fece il suo debutto come regista cinematografico lo stesso anno con il film Dragon Ball: La leggenda delle sette sfere. Nishio ha inoltre diretto la serie Dragon Ball Z e diversi altri film dello stesso franchise.

## Filmografia

### Regista

#### Lungometraggi
- Dragon Ball: La leggenda delle sette sfere (1986)
- Dragon Ball: La bella addormentata a Castel Demonio (1987)
- Dragon Ball Z: La vendetta divina (1989)
- Dragon Ball Z: Il più forte del mondo (1990)
- Dragon Ball Z: La grande battaglia per il destino del mondo (1990)
- Dragon Ball Z: L'invasione di Neo Namek (1992)
- Interstella 5555 (2003)
- Halo: Legends (segmento "Odd One Out", 2010)

#### Cortometraggi
- Alé alé alé o-o (1994)

#### Serie televisive
- Dragon Ball (1986)
- Dragon Ball Z (1989)
- Alé alé alé o-o (1993)
- Kitaro dei cimiteri (quarta serie, 1996)
- Air Master (2003)
- Pretty Cure (2004)
- Pretty Cure Max Heart (2005)
- Yes! Pretty Cure 5 (episodio 43, 2007)
- Dragon Ball Kai (episodio 1, 2009)

#### OVA
- Crying Freeman: Episode 1 - Portrait of a Killer  (1988)
- 3x3 occhi (4 episodi, 1991-1992)